# Oxypetalum retusum
Oxypetalum retusum là một loài thực vật có hoa trong họ La bố ma. Loài này được (Markgr.) Goyder mô tả khoa học đầu tiên năm 2004.